# Józef Guranowski
Józef Guranowski (ur. 1852 w Warszawie, zm. 14 lutego 1922 tamże) – polski malarz i dekorator teatralny.

## Życiorys
Urodził się w Warszawie w 1852 jako syn Jana i Anny z Grunbergów. W 1868 rozpoczął pracę jako aplikant w dekoratorni Warszawskich Teatrów Rządowych. Pracował pod kierownictwem Adama Malinowskiego. 
W 1880 awansował na młodszego dekoratora, specjalnością jego były bogate wnętrza i architektura. W 1891 został głównym dekoratorem (wraz z Karolem Klopferem) Warszawskich Teatrów Rządowych. Od 1899 był również głównym maszynistą teatralnym.
Zrealizował scenografię do przedstawień:
- balety: „Miłość i sztuka” (1884), 
  - „Jezioro łabędzie” (1900);
- opery: „Przyjaciel Fritz” (1892), 
  - „Demon” (1897),
  - „Goplana” (1898),
  - „Cyganeria” (1899);
- komedia „Jak liście” (1900)

W 1894 namalował kurtynę dla Teatru Nowego w Warszawie i w roku następnym kurtynę dla teatru w Łowiczu. Malował dekorację dla nowego teatru w Dąbrowie Górniczej oraz dla teatru w Sosnowcu.
W 1906 ustąpił ze stanowiska i zajął się wyłącznie malarstwem sztalugowym. Wystawy swoich prac w warszawskiej Zachęcie miał już w 1880. Malował w technice olejnej jak i akwarele, głównie pejzaże rzadziej widoki wnętrz i sporadycznie tematykę marynistyczną.
Żonaty z Józefą Roewer z którą miał czworo dzieci: Wacława Celestyna, Anielę Wandę, Janinę Wandę, Alinę Jadwigę. Zmarł 14 lutego 1922 w Warszawie i pochowany został na cmentarzu Powązkowskim.